# Sicista pseudonapaea
Sicista pseudonapaea is een zoogdier uit de familie van de berkenmuizen (Sminthidae). De wetenschappelijke naam van de soort werd voor het eerst geldig gepubliceerd door Strautman in 1949.